# 11755 Paczynski
Paczynski (asteróide 11755) é um asteróide da cintura principal, a 2,013785 UA. Possui uma excentricidade de 0,1548422 e um período orbital de 1 343,42 dias (3,68 anos).
Paczynski tem uma velocidade orbital média de 19,29545817 km/s e uma inclinação de 2,83089º.
Este asteróide foi descoberto em 24 de Setembro de 1960 por Cornelis van Houten, Ingrid van Houten-Groeneveld.